# 霍拉姆達雷
霍拉姆達雷（波斯語：‎）是伊朗的城鎮，位於該國西北部贊詹東南約77公里，由贊詹省負責管轄，距離首都德黑蘭190公里，海拔高度1,568米，2006年人口48,055。